# Marta Hillers
Marta Hillers (Krefeld, 26 mei 1911 - Bazel, 16 juni 2001) was een Duits journaliste en de auteur van het autobiografische Eine Frau in Berlin, haar oorlogsdagboek van 20 april tot 22 juni 1945 in Berlijn tijdens de Slag om Berlijn. Het boek beschrijft haar ervaringen als slachtoffer van verkrachting tijdens de bezetting van Berlijn door plunderende soldaten van het Rode Leger. Het is niet bekend in welke mate het dagboek nadien is bijgewerkt.

## Publicatie
Het dagboek werd in 1954 in de Verenigde Staten anoniem gepubliceerd, door bemiddeling van de Duitse auteur Kurt Marek, omdat in Duitsland niemand het wilde uitgeven. In 1955 volgde publicatie in Nederland en in 1959 in het Duitse taalgebied. Pas na haar dood werd haar identiteit als schrijfster vrijgegeven en volgde een herdruk, omdat Hillers geen toestemming wilde geven voor een herdruk tijdens haar leven. Het boek werd in 2003 alsnog een bestseller als gevolg van de toegenomen belangstelling voor de sociale omstandigheden tijdens de oorlog en kort nadien.

## Verfilming
Onder de regie van Max Färberböck werd het dagboek verfilmd, met Nina Hoss in de hoofdrol. De film verscheen in 2008 in de Duitse bioscopen onder de titel: Anonyma - Eine Frau in Berlin.
De hoofdpersoon wordt door verschillende Sovjet-soldaten ruw verkracht. Als klagen bij de Sovjet-autoriteiten niet helpt, biedt ze haar seksuele diensten aan aan een meer geciviliseerde (hoge) officier die haar bescherming biedt tegen verkrachting door anderen.

## Werk
- Anonyma: Eine Frau in Berlin. Tagebuchaufzeichnungen vom 20. April bis 22. Juni 1945. Eichborn Verlag, Frankfurt am Main 2003 (= Die Andere Bibliothek, Nr. 221). ISBN 3-8218-4534-1.
- A Woman in Berlin, paperback 320 pages, Virago Press Ltd, ISBN 1-84408-112-5
- Clarissa Schnabel: Mehr als Anonyma – Marta Dietschy-Hillers und ihr Kreis, Norderstedt Books on Demand, 2015, ISBN 978-3734788253